# Punta Abelleira
Punta Abelleira o Abelleiro es un pequeño cabo del concejo de El Grove, en la provincia de Pontevedra. Situado al O del concejo y al N del pueblo de San Vicente do Mar. Accesible desde el pueblo, con mucha facilidad, y frente los islotes de Lobeiras de Fóra. Al E de dicho cabo, se encuentra la pequeña playa de Abelleira.